# 止まった時計
「止まった時計」（とまったとけい）は、薬師丸ひろ子の楽曲。作詞・作曲は、飛鳥涼の名義でASKAが担当し、編曲は佐藤準である。
ASKA本人も1991年発売の自身のアルバム『SCENE II』でセルフカバーし、1999年発売の自身のベストアルバム『ASKA the BEST Selection 1988-1998』には古川昌義のアコースティックギター1本をバックに歌ったリテイク版を収録している。

## カバー
- ASKAのアコースティックバージョンのこの曲を聞いた岩崎宏美は気に入り、2000年に行われたライブハウスツアーで初めて歌った（下記参照）。
- 鈴木早智子が2003年12月10日発売のアルバム『零〜re-generation〜』でカバー。
- 2007年には柏原芳恵がアルバム『encore』でカバーした。

## 岩崎宏美のカバー
「止まった時計」（とまったとけい）は、2002年10月2日にリリースされた岩崎宏美の57枚目のシングル。

### 解説
- カバーアルバム『Dear Friends』には、二胡を用いたアルバムバージョンで収録されている。
- 12cm CD（マキシシングル）としてリリースされた。

### 収録曲
1. 止まった時計
作詞・作曲：飛鳥涼／編曲：古川昌義
2. 方舟
作詞：山田ひろし／作曲：小宮厚之助／編曲：西脇辰弥
3. 小さな蝶
作詞：岩崎宏美・山田ひろし／作曲：田村武也／編曲：国吉良一
4. 止まった時計（オリジナル・カラオケ）
5. 方舟（オリジナル・カラオケ）
6. 小さな蝶（オリジナル・カラオケ）